# 475 TCN
475 TCN là một năm trong lịch La Mã.

## Sự kiện
- Kết thúc thời kì Xuân Thu
- Bắt đầu thời đại Chiến Quốc